# Quatuor à cordes no 2 de Górecki
Quasi una fantasia
Pour les articles homonymes, voir Quatuor à cordes no 2.
Le Deuxième Quatuor à cordes, sous-titré Quasi una fantasia (opus 64) est une œuvre de musique de chambre composée par Henryk Górecki entre 1990-1991.

## Historique
Ce deuxième quatuor fait suite au Premier Quatuor à cordes que certains considèrent comme son introduction. L'œuvre, qui est une commande du Lincoln Center pour le Kronos Quartet, est composée du 6 décembre 1990 au 19 mars 1991 à Katowice.
La première mondiale du quatuor est donnée le 27 octobre 1991 à Cleveland aux États-Unis par le Kronos Quartet.
Cette pièce a été utilisée comme support de musique de scène pour différents ballets contemporains. En 1995, le chorégraphe suédois Mats Ek l'utilise pour She Was Black créé pour le Ballet Cullberg. En 2009, le Français Benjamin Millepied, chorégraphe et premier danseur du New York City Ballet, écrit une œuvre de danse contemporaine pour son institution basée sur le premier, troisième et quatrième mouvement du quatuor et également intitulée Quasi una fantasia.

## Structure
L'œuvre est en quatre mouvements :
1. Largo ~7 min
2. Deciso. Energico ~7 min
3. Arioso ~8 min
4. Allegro ~9 min 30 s

Son exécution dure environ 30 minutes. La présence de nombreuses phrases musicales fait dominer la forme mélodique d'inspiration romantique beethovénienne et le rapproche de la forme du poème symphonique à plusieurs mouvements.

## Discographie sélective
- Kronos Quartet, Nonesuch Records, 1993
- Quatuor Silésien, chez Olympia, 1994